# Уакония (тауншип, Миннесота)
Уакония (англ. Waconia) — тауншип в округе Карвер, Миннесота, США. На 2000 год его население составило 1284 человека.

## География
По данным Бюро переписи населения США площадь тауншипа составляет 84,2 км², из которых 70,2 км² занимает суша, а 14,0 км² — вода (16,58 %).

## Демография
По данным переписи населения 2000 года здесь находились 1284 человека, 429 домохозяйств и 349 семей.  Плотность населения —  18,3 чел./км².  На территории тауншипа расположено 443 постройки со средней плотностью 6,3 построек на один квадратный километр. Расовый состав населения: 99,14 % белых, 0,08 % коренных американцев, 0,23 % азиатов, 0,08 % — других рас США и 0,47 % приходится на две или более других рас. Испанцы или латиноамериканцы любой расы составляли 0,16 % от популяции тауншипа.
```
Средний размер домохозяйства — 2,99, а семьи — 3,30 человека.
```

30,7 % населения — младше 18 лет, 6,5 % — в возрасте от 18 до 24 лет, 29,8 % — от 25 до 44, 23,9 % — от 45 до 64, и 9,0 % — старше 65 лет. Средний возраст — 38 лет. На каждые 100 женщин приходилось 103,5 мужчин.  На каждые 100 женщин старше 18 приходилось 106,0 мужчин.
Средний годовой доход домохозяйства составлял 76 113 долларов, а средний годовой доход семьи —  76 782 доллара. Средний доход мужчин —  46 563  доллара, в то время как у женщин — 35 132. Доход на душу населения составил 27 437 долларов. За чертой бедности находились 2,1 % семей и 2,9 % всего населения тауншипа, из которых 1,9 % младше 18 и 10,7 % старше 65 лет.